# アニマル・キングダム
『アニマル・キングダム』(Animal Kingdom) は、2010年のオーストラリアの犯罪ドラマ映画。1988年にメルボルンでビクトリア州警官2名を射殺したペッティンギル家に材を得てデヴィッド・ミショッドが脚本を書き、監督をも務めた。ジャッキー・ウィーヴァーは本作の演技で第83回アカデミー賞助演女優賞にノミネートされた。

## ストーリー
17歳のジョシュア・コディは母ジュリアをヘロインの過剰摂取で亡くし、家族の厄介者と思われていた母方の祖母“スマーフ”の家に身を寄せるが、彼女と3人の息子たちは、強盗や薬物取引など、様々な犯罪に手を染めている犯罪一家だった。ある日、コディ家と家族同然の関係にある犯罪仲間のバズが警察に射殺される事件が起きる。長男ポープは弟たちとともに復讐のために警察を奇襲、2人の警官を三男ダレンが銃で撃ち殺害する。
警察はコディ家による犯行とにらみ、家にいたポープとダレン、そしてジョシュアの3人を捕らえる。ジョシュアはポープに命令されるままに盗んだ車が犯行に使われたことから、ポープらの犯行に気付いていたが、担当刑事レッキーによる尋問を何とかかわし、ポープとダレンも証拠不充分で釈放される。一方、警察に出頭することを拒んだ次男クレイグは、警察に追いつめられた末に射殺されてしまう。
ジョシュアが警察に寝返るのではと疑うポープは、ジョシュアの恋人ニコールがジョシュアから何かを聞いていると思い込み、薬物を注射した上で彼女を殺害する。ポープがニコールを殺したことに気付いたジョシュアは、警察のもとに逃げ込み、証人保護を受ける。ニコールの遺体が発見され、ポープとダレンが逮捕されると、ダレンを溺愛するスマーフはダレンを救うために、ポープらと繋がりのある悪徳刑事を使ってジョシュアを事故に見せかけて殺そうと企むが、ジョシュアは間一髪で難を逃れる。
全てを察し、警察も信じられなくなったジョシュアは、コディ家以外に居場所がないとして、裁判でポープらに有利な証言をすることになる。ジョシュアの証言により、無罪となったポープとダレンが戻って来た家に、ジョシュアも帰って来る。空気が張り詰める中、ジョシュアはポープを射殺すると、銃声を聞いた祖母スマーフを抱きしめ、その様子をダレンは呆然と見つめる。

## キャスト
ジョシュア・“J”・コディ
演 - ジェームズ・フレッシュヴィル
コディ家の孫息子。
ジャニー・“スマーフ”・コディ
演 - ジャッキー・ウィーヴァー
コディ家の女家長。ジョシュアの祖母。
アンドリュー・“ポープ”・コディ
演 - ベン・メンデルソーン
コディ家の長男。凶暴。
バリー・“バズ”・ブラウン
演 - ジョエル・エドガートン
コディ家の家族同然の犯罪仲間。冷静。
ネイサン・レッキー
演 - ガイ・ピアース
刑事巡査部長。
ダレン・コディ
演 - ルーク・フォード
コディ家の三男。気弱で兄たちの言いなり。
クレイグ・コディ
演 - サリバン・ステイプルトン
コディ家の次男。
ニコール・“ニッキー”・ヘンリー
演 - ローラ・ウィールライト
ジョシュアの彼女。

## 製作
映画は1988年にメルボルン郊外のウォールシュ・ストリートで起きた警官2名の射殺事件とペティンギル家に大まかに基づいている。この事件では首謀者のヴィクター・ピアース、トレヴァー・ペティンギルら計4人が無罪判決を受けた。メルボルンの地下社会に興味を持ったミショッドは『J』という脚本を書き、改稿を重ねては業界の様々な人物に脚本を見せてフィードバックを得た。スクリーンNSWの同僚リズ・ワッツは脚本に可能性を見出し、プロデューサーとなって資金を集めた。なお、映画では携帯電話が登場するなど、舞台設定は1990年代半ば以降に変更されている。

## 公開
映画は2010年1月22日に第26回サンダンス映画祭で初上映された。オーストラリアでは2010年6月3日に公開され、2010年に公開された自国映画で3番目に高い500万豪ドルの興行成績を上げた。
アメリカと周辺諸国ではソニー・ピクチャーズ クラシックスによって2010年8月に公開され、北米で104万4,400米ドルを売り上げた。

## 評価

### 批評
本作は批評家から絶大な賛辞を集めた。映画のレビューを集積するウェブサイトRotten Tomatoesによると、141個のレビューのうち97%が本作に好意的な評価を下し、段階評価の平均は8/10であった。また同サイトは批評家の総意を「大胆な進行、スマートな脚本、そして一流のキャストを備えた『アニマル・キングダム』は、オーストラリア映画界が提供できる最高を示している」としている。
クエンティン・タランティーノは2010年のトップ20をチョイスし、その中で本作を『トイ・ストーリー3』、『ソーシャル・ネットワーク』に次ぐ第3位に選んだ。

### 映画賞
2010年度のオーストラリア映画協会賞で本作は、同賞史上最高となる長編作品が関わる18部門すべてへのノミネートと、同じく同賞史上最高となる10部門での受賞を果たした。ジャッキー・ウィーヴァーは本作で第68回ゴールデングローブ賞助演女優賞と第83回アカデミー賞助演女優賞にノミネートされたほか、数多くの賞を受賞した。
ナショナル・ボード・オブ・レビュー賞は2010年の優秀なインディペンデント映画の一本に本作を挙げた。
| 賞                                   | 部門                     | 対象 | 結果       |
| ------------------------------------ | ------------------------ | --- | ---------- |
| サンダンス映画祭                     | ドラマ映画世界グランプリ | 『アニマル・キングダム』                                                                                            | 受賞       |
| インサイド映画賞                     | 作品賞                   | 『アニマル・キングダム』                                                                                            | ノミネート |
| インサイド映画賞                     | 監督賞                   | デヴィッド・ミショッド                                                                                              | 受賞       |
| インサイド映画賞                     | 脚本賞                   | デヴィッド・ミショッド                                                                                              | ノミネート |
| インサイド映画賞                     | 男優賞                   | ベン・メンデルソーン                                                                                                | 受賞       |
| インサイド映画賞                     | 女優賞                   | ジャッキー・ウィーヴァー                                                                                            | ノミネート |
| インサイド映画賞                     | 編集賞                   | ルーク・ドゥーラン                                                                                                  | ノミネート |
| インサイド映画賞                     | 音響賞                   | ロバート・マッケンジー、フィリップ・デクローサズ、 サム・ペティ                                                     | ノミネート |
| ナショナル・ボード・オブ・レビュー賞 | 助演女優賞               | ジャッキー・ウィーヴァー                                                                                            | 受賞       |
| ワシントンD.C.映画批評家協会賞       | 助演女優賞               | ジャッキー・ウィーヴァー                                                                                            | ノミネート |
| オーストラリア映画協会会員賞         | 作品賞                   | 『アニマル・キングダム』                                                                                            | 受賞       |
| オーストラリア映画協会会員賞         | 撮影賞                   | アダム・アーカポー                                                                                                  | ノミネート |
| オーストラリア映画協会会員賞         | 音響賞                   | サム・ペティ、ロブ・マッケンジー、フィリップ・デクローサズ、 リア・カッツ、ブルック・トレザイズ、リチャード・ペイン | ノミネート |
| オーストラリア映画協会会員賞         | 作曲賞                   | アントニー・パートス、サム・ペティ                                                                                  | 受賞       |
| オーストラリア映画協会会員賞         | 美術デザイン賞           | ジョー・フォード | ノミネート |
| オーストラリア映画協会会員賞         | 衣裳デザイン賞           | カピー・アイルランド                                                                                                | ノミネート |
| オーストラリア映画協会賞             | 作品賞                   | 『アニマル・キングダム』                                                                                            | 受賞       |
| オーストラリア映画協会賞             | 監督賞                   | デヴィッド・ミショッド                                                                                              | 受賞       |
| オーストラリア映画協会賞             | 脚本賞                   | デヴィッド・ミショッド                                                                                              | 受賞       |
| オーストラリア映画協会賞             | 主演男優賞               | ベン・メンデルソーン                                                                                                | 受賞       |
| オーストラリア映画協会賞             | 主演男優賞               | ジェームズ・フレッシュヴィル                                                                                        | ノミネート |
| オーストラリア映画協会賞             | 主演女優賞               | ジャッキー・ウィーヴァー                                                                                            | 受賞       |
| オーストラリア映画協会賞             | 助演男優賞               | ジョエル・エドガートン                                                                                              | 受賞       |
| オーストラリア映画協会賞             | 助演男優賞               | ガイ・ピアース | ノミネート |
| オーストラリア映画協会賞             | 助演男優賞               | サリヴァン・ステイプルトン                                                                                          | ノミネート |
| オーストラリア映画協会賞             | 助演女優賞               | ローラ・ホイールライト                                                                                              | ノミネート |
| オーストラリア映画協会賞             | 新人賞                   | ジェームズ・フレッシュヴィル                                                                                        | ノミネート |
| オーストラリア映画協会賞             | 読者賞                   | 『アニマル・キングダム』                                                                                            | 受賞       |
| ロサンゼルス映画批評家協会賞         | 助演女優賞               | ジャッキー・ウィーヴァー                                                                                            | 受賞       |
| サンディエゴ映画批評家協会賞         | 助演女優賞               | ジャッキー・ウィーヴァー                                                                                            | ノミネート |
| ラスベガス映画批評家協会賞           | 助演女優賞               | ジャッキー・ウィーヴァー                                                                                            | ノミネート |
| サテライト賞                         | 作品賞                   | 『アニマル・キングダム』                                                                                            | ノミネート |
| サテライト賞                         | 監督賞                   | デヴィッド・ミショッド                                                                                              | ノミネート |
| サテライト賞                         | 助演女優賞               | ジャッキー・ウィーヴァー                                                                                            | 受賞       |
| シカゴ映画批評家協会賞               | 助演女優賞               | ジャッキー・ウィーヴァー                                                                                            | ノミネート |
| シカゴ映画批評家協会賞               | 新人監督賞               | デヴィッド・ミショッド                                                                                              | ノミネート |
| オンライン映画批評家協会賞           | 助演女優賞               | ジャッキー・ウィーヴァー                                                                                            | ノミネート |
| ゴールデングローブ賞                 | 助演女優賞               | ジャッキー・ウィーヴァー                                                                                            | ノミネート |
| アカデミー賞                         | 助演女優賞               | ジャッキー・ウィーヴァー                                                                                            | ノミネート |
| クロトルディス賞                     | 脚本賞                   | デヴィッド・ミショッド                                                                                              | ノミネート |
| クロトルディス賞                     | 助演女優賞               | ジャッキー・ウィーヴァー                                                                                            | 受賞       |
| クロトルディス賞                     | アンサンブル演技賞       | 出演者 | ノミネート |
| 英国インディペンデント映画賞         | 外国映画賞               | 『アニマル・キングダム』                                                                                            | ノミネート |